# Borisz
A Borisz szláv (orosz, bolgár) férfinév, amely türk-mongol eredetű. A név I. Borisz bolgár cár nevére vezethető vissza, aki azonban nem szláv anyanyelvű, hanem bolgár-török volt. A szó jelentése megegyezik a magyar bars, vagy bors főnévvel és egyben személynévvel, melynek jelentése párduc, hópárduc. Innen kapta Borsod és Bars megye is nevét. A szó számos nyelvben él: baskír барыс (barïs), kazah: барыс (barıs), perzsa: پلنگ برفی (palang-e barfi), tádzsik: паланги барфӣ (palangi barfī), bolgár: барс (bars) . Ezek fényében a harcos jelentés valószínűtlen.

## Gyakorisága
Az 1990-es években szórványos név, a 2000-es években nem szerepel a 100 leggyakoribb férfinév között.

## Névnapok
- május 2.[5]
- július 24.[5]
- szeptember 15.[5]

## Híres Boriszok
- Borisz magyar trónkövetelő, Könyves Kálmán el nem ismert fia
- Boris Becker német teniszező
- Borisz Godunov orosz cár (1598–1605)
- Borisz Nyikolajevics Jelcin, Oroszország első elnöke (1991–1999)
- Boris Vian francia író, dzsesszzenész
- Borisz Paszternak, Nobel díjas orosz író
- Borisz Szpasszkij, orosz sakkvilágbajnok
- I. Borisz, Bulgária első keresztény fejedelme
- II. Borisz, bolgár cár
- III. Borisz, bolgár cár (1918–1943)
- Borisz Rosszalkov szereplő a Rocky és Bakacsin kalandjai rajzfilmből